# Podůlšany
Podůlšany é uma comuna checa localizada na região de Pardubice, distrito de Pardubice.